# تجمع عنقودي
التجميع العنقودي هو عملية تعليمية يتم فيها تعيين ما بين أربعة إلى ستة طلاب موهوبين ومتفوقين أو ذوي مستوى عالٍ في فصل دراسي غير متجانس في الصف الدراسي الخاص بهم لتعليمهم من قبل مدرس كان لديه تدريب متخصص في التمييز بين المتعلمين الموهوبين.
```
لا يعمل التجميع ببساطة على ملء الفصل الدراسي بجزء يسير من جسم 
الطالب
 الذي يمثل جميع الأشخاص الأعلى أداءً في الصف الدراسي. «من خلال تجميع المجموعات، يمكن معالجة الاحتياجات الفكرية والاجتماعية والعاطفية للطلاب الموهوبين». 
```

```
على الرغم من تطبيقه عادة في الصفوف الابتدائية العليا (3-6)، فقد تم استخدام التجميع العنقودي في الصفوف من K إلى 12.
[
3
]
```

```
عادة ما تعكس طرق اختيار 
الأطفال
 للمجموعات العنقودية تلك الخاصة بالخدمات الموهوبة والموهوبة الأخرى. ضمن مجموعة، يتم عادة استخدام العديد من الخيارات التعليمية، بما في ذلك: الإثراء والتمديد، ومهارات 
التفكير
 العليا، والاختبار والتمايز، 
والضغط
، وتيرة متسارعة، وأكثر تعقيدًا في المحتوى. 
[
3
]
```

إن مجرد وضع جميع الأطفال الموهوبين في صف معين في فصل دراسي واحد لن يشكل مجموعة ولا ينتج نتائج أكاديمية إيجابية. لكي تكون المجموعات فعالة أ) يجب أن يتلقى المعلم تدريباً متخصصاً، ب) يجب أن يكون المعلم حافزاً للعمل مع الأطفال الموهوبين، ج) لا يمكن أن يحتوي باقي الفصل على طلاب صعبين أو طالبين، ود) منهج المجموعة يجب أن تكون متباينة بشكل مناسب. 

```
وتشمل عوامل النجاح الأخرى للمدرسين: تعزيز تقييم وقبول الاختلافات داخل الفصل الدراسي، مما يسمح باالختبار والاعتماد على المواد التي تم تأليفها مسبقًا، وتصميم دراسة مستقلة تستخدم شغف الطالب، وتبقى مرنة في أسلوب التدريس، والحفاظ على الشعور فكاهة.
[
5
]
```

## مزايا
هناك أدلة بحث قوية تدعم الفوائد الأكاديمية لتجميع الطلاب الموهوبين في فصل واحد. .
```
ووفقًا لأحد الاستطلاعات، تشمل المزايا ما يلي: فعالية التكلفة، والتحدي الكبير، وتوقعات الطلاب، والتقدم الأسرع من خلال المناهج الدراسية، والسهولة الإدارية في مراقبة الخدمات، وزيادة فهم طلاب GT ، وتحسين الفرصة للتعامل مع الحاجات النفسية لل طلاب كما يمكن وضع الأطفال الذين لديهم موهبة محددة الموضوع، والذين يمكن استبعادهم من عمليات الانسحاب الموهوبين، في غرفة الصف للمشاركين في 
العمل
 المتقدم عند الاقتضاء. أظهرت بعض الأبحاث أن تجميع المجموعات ينتج نتائج أكاديمية إيجابية لجميع الأطفال داخل غرفة الصف العنقودية. التجميع العنقودي ليس تجريبيًا؛ وقد تم استخدامه بنجاح منذ عام 
1974
. على الرغم من أن الممارسة لا تعد دواءً ناجعًا للتدريس الموهوب، فقد أظهر الاستطلاع الوطني لـ Schuler تصنيفًا إيجابيًا بنسبة 99٪ بين آباء الأطفال المتجمهرين ومعدل موافقة إيجابي بنسبة 90٪ بين الأطفال أنفسهم. أكثر من ثلثي الإداريين لديهم خبرة إيجابية مماثلة. 
[
3
]
```

## مقارنة مع التعقب، الانسحاب، ومجموعات القدرة المختلطة
تقول دراسة شاملة حول التجميع من قبل روجرز: «يجب على الطلاب الموهوبين أكاديميًا أو فكريا والموهوبين أن يقضوا معظم يومهم الدراسي مع غيرهم من ذوي القدرات والمصالح المماثلة». 
```
قد لا تكون مدارس Magnet والمدارس داخل المدرسة والفصول الدراسية المكونة بالكامل من الطلاب الموهوبين مناسبة في جميع المقاطعات. في هذه الحالات، توضح الدراسة أن "تجميع المجموعات لعدد صغير من الطلاب، إما موهوبين فكريًا أو موهوبين في مجال أكاديمي مماثل، داخل فصول دراسية مجمعة غير متجانسة بطريقة أخرى، يمكن اعتبارها عندما لا تستطيع المدارس دعم بدوام كامل برنامج الموهوبين (إما ديموغرافيا أو اقتصاديا أو فلسفيا).
```

تختلف المجموعة العنقودية عن التتبع في هذا التتبع حيث يتم تنظيم الفصول الدراسية بالكامل حسب القدرة، ولا يوجد سوى قدر ضئيل من التنقل بين المسارات أثناء تقدم الطلاب في المدرسة. 
على العكس من ذلك، تميل المجموعات العنقودية إلى التوسع مع مرور الوقت بدلاً من البقاء ثابتة. 
في حين تسمح المجموعات العنقودية لأطفال GT بإنفاق معظم يومهم مع أقرانهم الأكاديميين (كما شجعتهم توصيات البحث)، فإن عمليات السحب (وتسمى أيضًا برامج «الإرسال» أو «الموارد») تميل إلى مقابلة ساعة إلى ساعتين في الأسبوع. 
```
وقد كشف تقرير صدر عن الحكومة الأمريكية في عام 
1993
 أن ما يصل إلى 72٪ من المناطق التعليمية يستخدم أسلوب الانسحاب على الرغم من عدم نجاح هذه الطريقة بشكل عام. وقد تردد هذا الافتقار إلى الفعالية في الأدبيات الحديثة. 
```

```
على وجه التحديد، يرجع السبب في ذلك إلى أن الانسحاب غالباً ما يكون مزيجاً من 
التفكير الناقد
 والألغاز المنطقية والأشياء العشوائية (مثل 
الأساطير
) التي من غير المحتمل أن تؤدي إلى أي تقدم أكاديمي مهم لأنها غير مرتبطة مباشرة بالنواة. منهاج دراسي.
ومع ذلك، يمكن استخدام برامج الانسحاب، عند تنفيذها بشكل صحيح، لاستكمال تجميع المجموعات. 
```

وأخيرًا، لا توفر التجمعات ذات الاختلاف المختلط فائدة أكاديمية للأطفال الموهوبين، ويمكن أن يؤدي ذلك إلى الغربة وعزل طلاب علاوة على ذلك، في المشاريع الجماعية ذات القدرات المختلطة، يقوم الأطفال الموهوبون في الغالب بمعظم العمل أو يقومون بتدريس الأطفال الآخرين، وهي ليست مسئوليتهم وليس لديهم أي شهادة.

## المخاوف ونقد
شهدت تجميع المجموعات بعض الاستقبال السلبي:
وقد عبر المعلمون في المدارس التي لا تحدّ من التطرف مع قاعات الفصل عن إحباطهم في نطاق التعليم المطلوب. لهذا السبب، يوصي Winebrenner أن مدرس الفصل العنقودي ليس لديه أيضًا الطلاب الأكثر احتياجًا. 
في بعض الأحيان، كان المسؤولون يعارضون التجميع الخاص، وأعربوا عن إحباطهم بشأن الجدولة، وكانوا ببساطة متحيزين ضد أي برمجة لأطفال 
قد يصبح بعض المعلمين مستاءين إذا لم يتم اختيارهم كمدرس التجمع. من أجل الإنصاف، يمكن تدوير مسؤولية وفرصة التجميع العنقودي لمدة سنتين من خلال أعضاء هيئة التدريس المهتمين والذين تم تدريبهم على استخدامها. 
تم انتقاد مجموعات أكبر من ستة طلاب بأنها غير عملية. في هذه الحالات، يوصي Winebrenner بتقسيم المجموعة إلى فصلين دراسيين منفصلين. 
وقد اتهم التجمع العنقدي بإنكار القيادة الأكاديمية لطبقات أخرى، ولكن التجربة أثبتت عكس ذلك. عندما يتم تجميع الطلاب الموهوبين للتدريس، تظهر القيادة الجديدة بين الطلاب المتبقين. 
يمكن أن تنشأ صعوبة في وضع الطلاب الموهوبين الذين انتقلوا مؤخرًا إلى المنطقة التعليمية. 
يمكن للوالدين ممارسة الضغط من أجل وضع أطفالهم داخل قاعة المجموعة على الرغم من أن طفلهم غير مؤهل لمجموعة المجموعات (وعلى الرغم من عدم وجود أدلة بحثية عن تأثير ملهم). ولمعالجة هذه المشكلة، يمكن للمدارس أن تضمن تدريب جميع الموظفين على التمايز وأن يتم تدوير جميع الطلاب غير التابعين لـ GT إلى غرفة صف عنقودية بمعدل متساو على مدار سنوات دراستهم.